# Mesoleptus solitarius
Mesoleptus solitarius là một loài tò vò trong họ Ichneumonidae.